# Идрис
Идри́с (араб. إدريس‎) — пророк упоминаемый в Коране и отождествляемый с библейским Енохом. В исламе он считается первым, кто писал каламом, шил и носил шитые одежды, умел считать время, был знатоком древних Писаний Адама и Шиса (Сифа).

## Упоминания
Идрис дважды упоминается в Коране:

 Помяни в Писании Идриса. Воистину, он был правдивейшим человеком и пророком. ۝ Мы вознесли его на высокое место.
—  19:56, 57 (Кулиев)

 Помяни также Исмаила (Измаила), Идриса, Зулькифла. Все они были из числа терпеливых. ۝ Мы ввели их в Нашу милость, поскольку они были одними из праведников.
—  21:85, 86 (Кулиев)

## Идрис в исламской традиции
- Существует хадис о том, что пророк Мухаммад виделся с пророком Идрисом на четвёртом небе (во время мираджа). В своде хадисов имама аль-Бухари приводится один-единственный хадис о вознесении (мирадж) пророка Мухаммада с упоминанием вневременной метафизической встречи последнего Пророка  с несколькими предыдущими посланниками и пророками, среди которых были Идрис, Муса, Иса и Ибрахим.
- По мнению некоторых, Идрис по велению Господа был вознесён на небеса живым[источник не указан 424 дня].
- Имам ат-Табари приводит повествование о том, что однажды Идрис попросил надёжного друга из числа ангелов вознести его на небеса. Тот согласился удовлетворить просьбу и начал подниматься вместе с пророком в непостижимую высь. На четвёртом небесном уровне они повстречали ангела смерти и спросили: «Скажи, пожалуйста, сколько осталось жить Идрису?». «А где он?» — уточнил ангел смерти. «Да вот он», — воскликнул друг Идриса. «Удивительно, мне было приказано забрать его душу на четвёртом небесном уровне, хотя он вроде бы должен быть на земле?!» И ангел забрал душу Идриса[источник не указан 424 дня].
- Некоторые мусульманские учёные говорили, что пророк Идрис является первым, кто создал письменность[2], а также первым, кто начал шить одежду.
- Ибн Кутайба говорил, что «Идрис был вознесён ангелом, когда ему было триста пятьдесят лет»[источник не указан 424 дня].
- Абу-ль-Фадль Аллами сообщал, что среди высоких званий Идриса было Хармасу-л-Харамаса (Гермес Гермесов, или Гермес Трисмегист), и он также назывался Третьим Урией[3]